# Gran danés
El gran danés es una raza de perro de origen alemán conocida por su gran tamaño y personalidad delicada, considerado como el «Apolo entre todas las razas» por la Federación Cinológica Internacional. También se considera que desciende del Bullenbeisser con mezcla de sangre 50/50 y es parte del grupo Generación Bullenbeisser.
El gran danés, aun siendo una raza gigante, no suele ser torpe en su andar y movimientos. Su carácter suele ser amistoso y nunca tímido. Los machos deben ser de constitución más fuerte que las hembras. 
Su constitución es fuerte y musculosa; no es ni ligera ni doble. La forma de los machos es cuadrada; es tan alto como largo. A las hembras se les "permite" ser ligeramente más largas que altas. La ficción ha hecho que sea uno de los perros más conocidos para el público general. El personaje de Scooby-Doo es un gran danés.
No es un perro para novatos; requiere mucho cuidado pues, de igual forma que otras razas gigantes, es propenso a la torsión gástrica por lo que debe caminar a diario pero no hacer sobreesfuerzos ni someterse a cambios bruscos de temperatura. Los costos de mantenimiento son muy altos. Su longevidad es de ocho a diez años de vida, aunque los perros saludables pueden llegar a alcanzar los doce años.  
Se registraron ejemplares de una velocidad de 70 km/h aunque el promedio es de 48 km/h.

## Historia

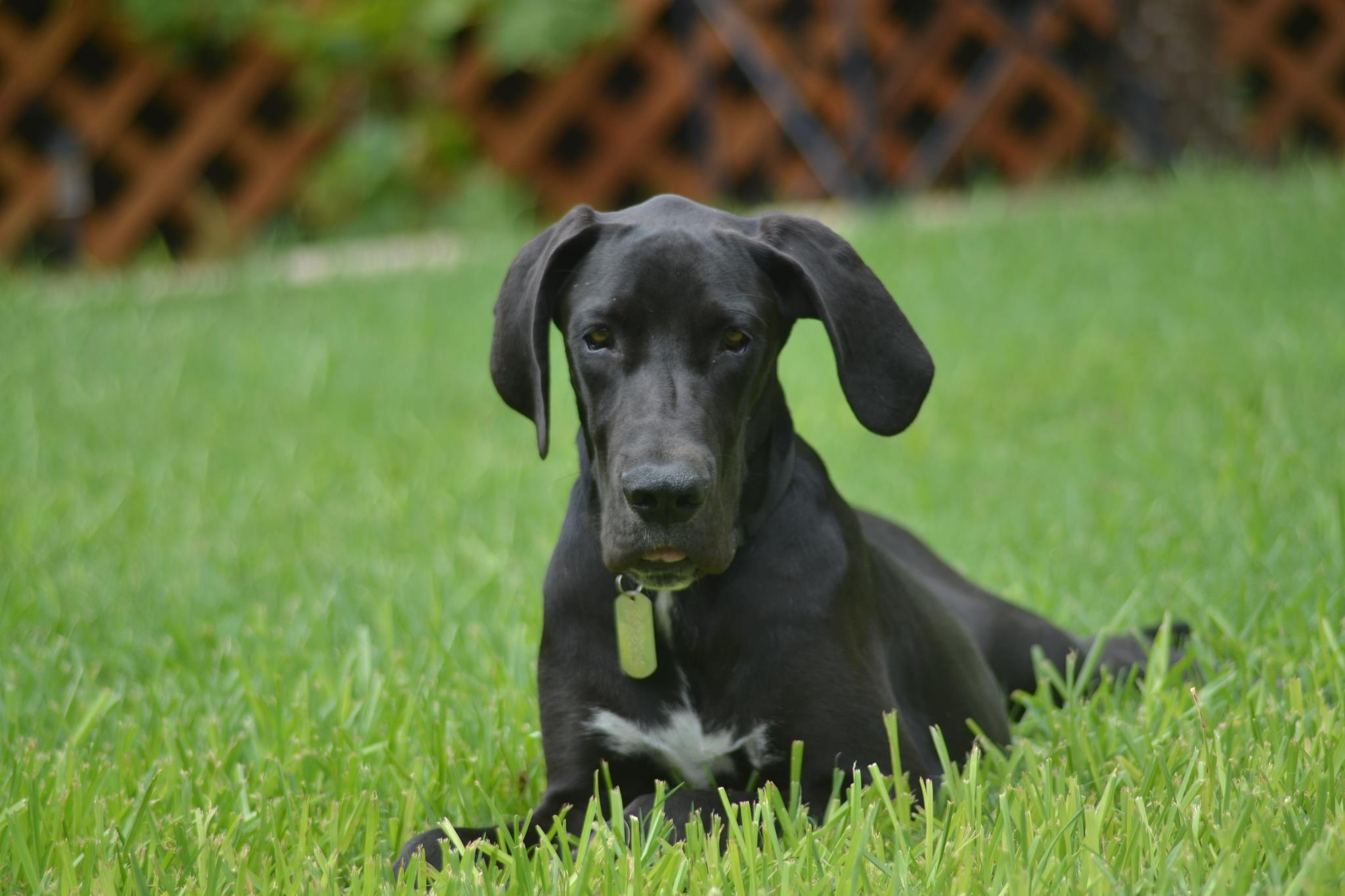
Gran danés.

Tiene una historia ancestral. En varios jeroglíficos y monumentos del antiguo Egipto que datan del año 3000 a. C. aparecen perros de gran tamaño con rasgos muy similares al gran danés que conocemos hoy en día.
La raza es mencionada en una colección de poemas nórdicos antiguos, conocidos como la “Edda poética”. Por otra parte, el Museo Zoológico de la Universidad de Copenhague alberga alrededor de siete esqueletos de perros de caza muy grandes, con una antigüedad que data entre el siglo V a. C. y el 1000 d. C.
Son considerados como antepasados del actual dogo alemán al antiguo "Bullenbeisser" así como los "Hatz und Saurüden" (perros de caza del jabalí) que se situaban morfológicamente entre los poderosos mastines ingleses y un lebrel ágil y rápido. El término "Dogge" se aplicaba en ese entonces a los perros grandes y fuertes que no pertenecían necesariamente a una raza en particular. Más tarde, se utilizaron nombres especiales como "Ulmer dogge", "dogo inglés", "dogo danés" "Hatzrüde", "Saupacker" y "gran dogo", definiendo diferentes tipos de perro de acuerdo al color y tamaño. En 1878 fue integrada en Berlín una comisión compuesta de siete miembros, criadores activos y jueces bajo la presidencia del Dr. Bodinus, quien tomó la decisión de reunir todas las variedades mencionadas arriba dentro del concepto "Deutsche Doggen" (dogos alemanes), de esta manera se comienza con la base para criar una raza alemana independiente.
En 1880, durante una exposición llevada a cabo en Berlín, se establece el primer estándar para el dogo alemán. Este ha sido controlado por el "Deutscher Doggen-Club 1888 e.V" y alterado en algunas ocasiones a través de los años. La versión actual se conforma al modelo de la FCI.
El fuerte y poderoso dogo alemán no siempre fue el «gigante amable» que suele representarse y describirse en la actualidad. De hecho, era un luchador y cazador agresivo muy temido debido a su temperamento áspero y a su talante combativo. Afortunadamente, mediante excelentes programas de cría y aficionados dedicados, esta raza se ha transformado a lo largo de los años en un perro de trabajo amistoso y cariñoso, adecuado para familias de todo el mundo.

## Apariencia

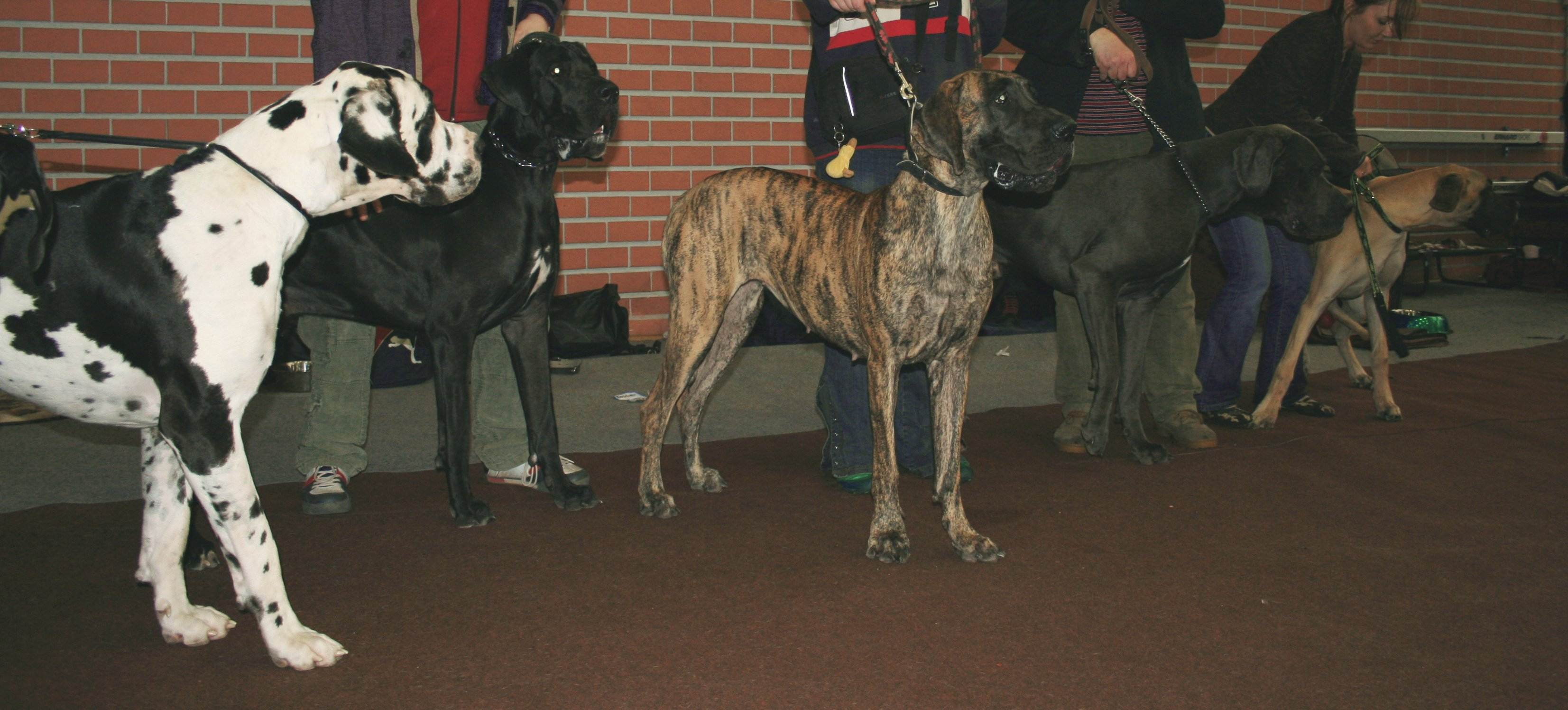
Ejemplares en diversos colores.

El gran danés reúne en su aristocrática apariencia general, una estructura grande y bien dotada. Su altura puede llegar a los 2,10 m sobre dos patas; sus mejores cualidades son la fidelidad, orgullo, fuerza y elegancia. A simple vista llega a intimidar, pero en casi todos los casos es un perro de excelente compañía proveedor de cariño hacia sus amos. Combina perfectamente rasgos duros con el temperamento especial y único en su raza.

### Pelaje
Algunos ejemplares de manchas negras tienen gris alrededor. Su pelo es algo grueso, brillante y hermoso si se cepilla a diario.

### Color
- Leonado: Leonado dorado pálido hasta leonado dorado intenso. Es deseable una máscara negra. Nunca leonado grisáceo, leonado azulado o un color leonado con hollín. Sin marcas blancas. Ojos marrones.

- Atigrado: Color básico leonado dorado pálido hasta leonado dorado intenso con rayas negras regulares y claramente dibujadas que corren en dirección de las costillas. Es deseable una máscara negra. Nunca con rayas decoloradas. Sin marcas blancas. Ojos marrones.

- Arlequín (Blanco con manchas cuadradas negras): Color base blanco puro con manchas negras bien distribuidas sobre todo el cuerpo de forma irregular. Es permitido que tengan también algunas manchas grises ya que provienen del gen merle, sin embargo, es más deseado que tengan la menor cantidad de manchas grises. El manto debe ser limpio con las manchas no muy grandes distribuidas en todo el ejemplar. Los ejemplares de este color pueden tener los ojos azules o con heterocromia, sin embargo, es más deseado que tengan ambos ojos marrones.

- Merle: Es un color proveniente del gen conocido como Merle, su aspecto es gris con manchas negras y pecho blanco. Es un color disputado mucho en diversos países como no apto para exposición, pero si para la reproducción. Ojos marrones o azules dependiendo del grado de dilución.

- Negro: Cuerpo completamente negro, siempre tienen una mancha en el pecho blanca, en algunos ejemplares también las puntas de las patas en color blanco. Es muy difícil conseguir un ejemplar completamente negro. No se debe confundir con el color Boston o Mantle. Ojos marrones o miel.

- Boston: Color negro con una máscara blanca en la cara que divide el hocico en dos partes, el hocico tiene un borde blanco. Tiene las extremidades de las cuatro patas blancas como de aspecto de zorro, la punta de la cola blanca y el pecho tiene una línea blanca. El cuello se rodea por un collar blanco. Ojos marrones.

- Platten: Blanco con manchas redondas negras. Es el color invertido del Boston.

- Azul: Color azul acero oscuro, permitiéndose marcas blancas en el pecho y los pies. Nunca con matices leonado o azul negruzco. Ojos marrones o miel.

Toda variación de colores "Exóticos"  no descrita en esta publicación se considera una falta para la raza, debido a los daños internos que está pueden ocasionar en los cachorros de manera genética. Ej. Sordera, ceguera, defectos.

## Altura a la cruz
- Machos, desde 80 cm. No excediendo los 100 cm.
- Hembras, entre 72 cm. No excediendo los 90 cm.

## Peso
- Machos, aprox. entre 54 kg y 90 kg.
- Hembras, aprox. entre 49 kg y 59 kg.

## Temperamento

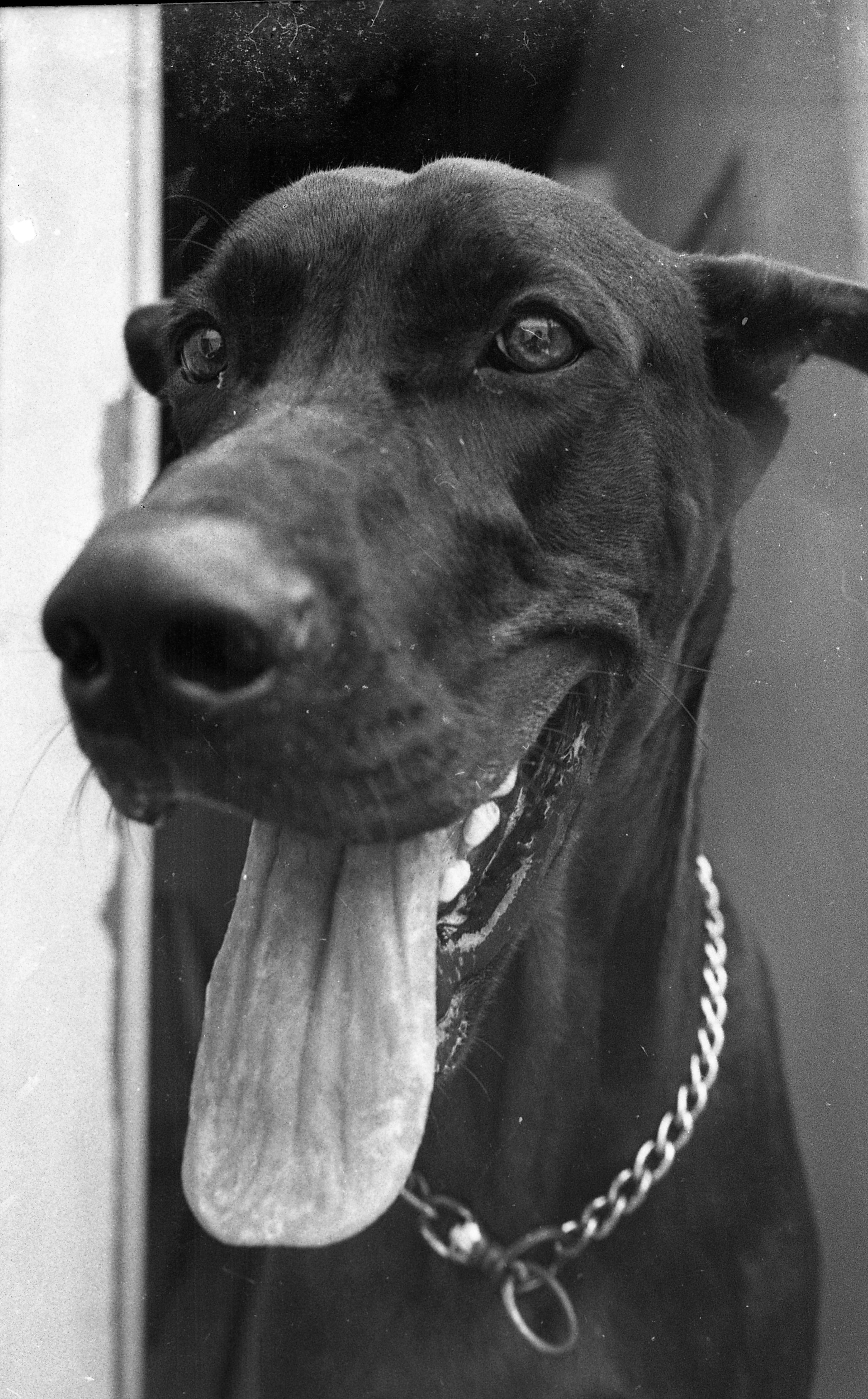
Gran danés en Israel en 1969.

La apariencia grande e imponente del gran danés oculta una naturaleza amistosa. La raza es referida a menudo como el «gentil gigante». Los grandes daneses normalmente se llevan bien con otros perros, otras mascotas y humanos conocidos o familiares. Por lo general no muestran agresividad extrema o un alto instinto de presa. El gran danés es un animal de guardia y compañía y con el adiestramiento (socialización) adecuado se comporta muy bien alrededor de los niños, sobre todo si crece con ellos. Sin embargo, si no se socializa adecuadamente un gran danés puede llegar a ser desconfiado o agresivo hacia nuevos estímulos, como la gente extraña o lugares y ambientes nuevos.
El gran danés es una raza recomendada para las familias, siempre y cuando se entrene desde cachorro y de forma constante. Es considerado por los expertos en animales como «el perro faldero más grande del mundo», debido a su preferencia por sentarse y apoyarse en sus propietarios.

## Proporciones
Su estructura es casi cuadrada, particularmente en los machos. El largo del cuerpo (desde el manubrio del esternón hasta la tuberosidad isquiática) debe ser igual a la altura a la cruz; no más de un 5 % en los machos y no más de un 10 % en las hembras.

## Cabeza
- Cráneo: En perfecta armonía con su apariencia general. Es largo, estrecho, bien marcado, muy expresivo y finamente cincelado (especialmente la zona por debajo de los ojos). Los arcos superciliares bien desarrollados, pero sin que estos sobresalgan. La distancia desde la punta de la nariz al stop y desde el stop hasta la protuberancia occipital levemente definida deberá ser la misma en la medida de lo posible. La línea superior de la caña nasal y la del cráneo deben correr en forma paralela. Vista desde adelante la cabeza debe parecer angosta y la caña nasal debe ser en lo posible ancha mientras que los músculos de las mejillas sólo deben estar levemente definidos, nunca deben sobresalir marcadamente.
- Depresión naso-frontal (Stop): Bien definida.

## Región facial
- Trufa: Bien desarrollada, más ancha que redonda con ventanas nasales bien abiertas. Debe ser de color negro, con la excepción del dogo alemán arlequín (manchas negras y blancas). En estos últimos es deseable una nariz negra, pero se tolera también una pigmentación en mariposa (parcialmente pigmentada) o de color carne. En los perros azules, la trufa es de color antracita (negro diluido).

- Hocico: Profundo y en lo posible rectangular. Bordes de los labios bien definidos. Labios con pigmentación oscura. En los perros de tipo arlequín son tolerados los labios con pigmentación parcial o de color carne.

- Mandíbulas/dientes: Maxilares anchos y bien desarrollados. Mordida en tijera fuerte, sana y completa (42 dientes de acuerdo a la formación dental habitual. )

- Ojos: Medianamente grandes, con una expresión viva amable e inteligente, preferentemente oscuros, forma almendrada, con párpados bien adherentes. En el dogo alemán azul se permite una coloración ligeramente más clara de los ojos. En los arlequines se toleran ojos claros o bien que ambos sean de distinto color (heterocromía).
- Orejas: De inserción alta, caídas por naturaleza, de tamaño mediano. Los bordes frontales cuelgan junto a las mejillas.
- Cuello : Largo, seco, musculoso. Inserción bien formada afinándose levemente hacia la cabeza con una línea arqueada y porte erguido con una leve inclinación hacia adelante.

## Cuerpo
- Cruz: Es el punto más alto del robusto cuerpo. Está formada por el punto más alto de las escápulas y se extiende más allá de las protuberancias vertebrales.
- Espalda: Corta y firme en una línea casi recta con una imperceptible caída hacia atrás.
- Lomo: Ligeramente arqueado, ancho, con buena musculatura.
- Grupa: Ancha, con fuerte musculatura, ligeramente caída desde el sacro hasta la inserción de la cola con la cual se fusiona imperceptiblemente.
- Pecho: Alcanza hasta la articulación de los codos. Las costillas bien arqueadas se extienden bien hacia atrás. El tórax es de buena amplitud con antepecho bien definido.
- Línea inferior: Vientre retraído bien hacia la parte posterior, formando una línea curva moderada con la porción inferior del tórax.

## Cola
Alcanza hasta la articulación tibio-tarsiana. Inserción alta y ancha, adelgazándose uniformemente hasta la punta. En reposo cuelga hacia abajo formando una curva natural. Cuando el perro está excitado o en movimiento la lleva ligeramente en forma de sable, pero sin sobrepasar mucho la línea dorsal. No es deseable la presencia de pelo grueso por debajo de la cola.

## Extremidades

### Miembros anteriores
- Hombros: Poseen una fuerte musculatura. La escápula larga e inclinada forma un ángulo de aproximadamente 100° a 110° con el brazo.
- Brazo: Fuerte y musculoso, pegado al cuerpo, debería ser un poco más largo que la escápula.
- Codos: Sin desviaciones, ni hacia adentro ni hacia afuera.
- Antebrazo: Fuerte, musculoso. Visto de frente o de costado totalmente recto.
- Articulación del radiocarpiano: Fuerte, estable, se distingue muy poco de la estructura del antebrazo.
- Metacarpo: Visto de frente, fuerte y recto. De perfil, muestra una inclinación muy leve hacia adelante.
- Pies anteriores: Redondos, bien arqueados con dedos bien juntos (pie de gato). Uñas cortas, fuertes, lo más oscuras posibles.

### Miembros posteriores
El esqueleto completo está cubierto por músculos fuertes que hacen que la grupa, caderas y muslos tengan una apariencia ancha y redonda. Las extremidades posteriores están bien anguladas y fuertes, vistas desde atrás son paralelas a las extremidades anteriores.
- Muslos: Largos, anchos y muy musculosos.
- Rodillas: Fuertes, colocadas en forma casi vertical por debajo de la articulación de la cadera.
- Piernas: Largas, aproximadamente del mismo largo que los muslos. Con musculatura desarrollada.
- Articulación tibio-tarsiana (Corvejón): Fuerte, estable, sin desviaciones, ni hacia afuera ni hacia adentro.
- Metatarso: Corto, fuerte, casi perpendicular al piso.
- Pies posteriores: Redondos, bien arqueados con dedos bien juntos (pie de gato). Uñas cortas, fuertes, lo más oscuras posibles.

## Movimiento
Armonioso, ágil, cubriendo mucho terreno, levemente elástico. Las extremidades observadas tanto de frente como por detrás deben moverse en forma paralela.

## Piel
Pegada, bien pigmentada en los perros con colores sólidos. En los perros de tipo arlequín la distribución del pigmento generalmente corresponde con las manchas.

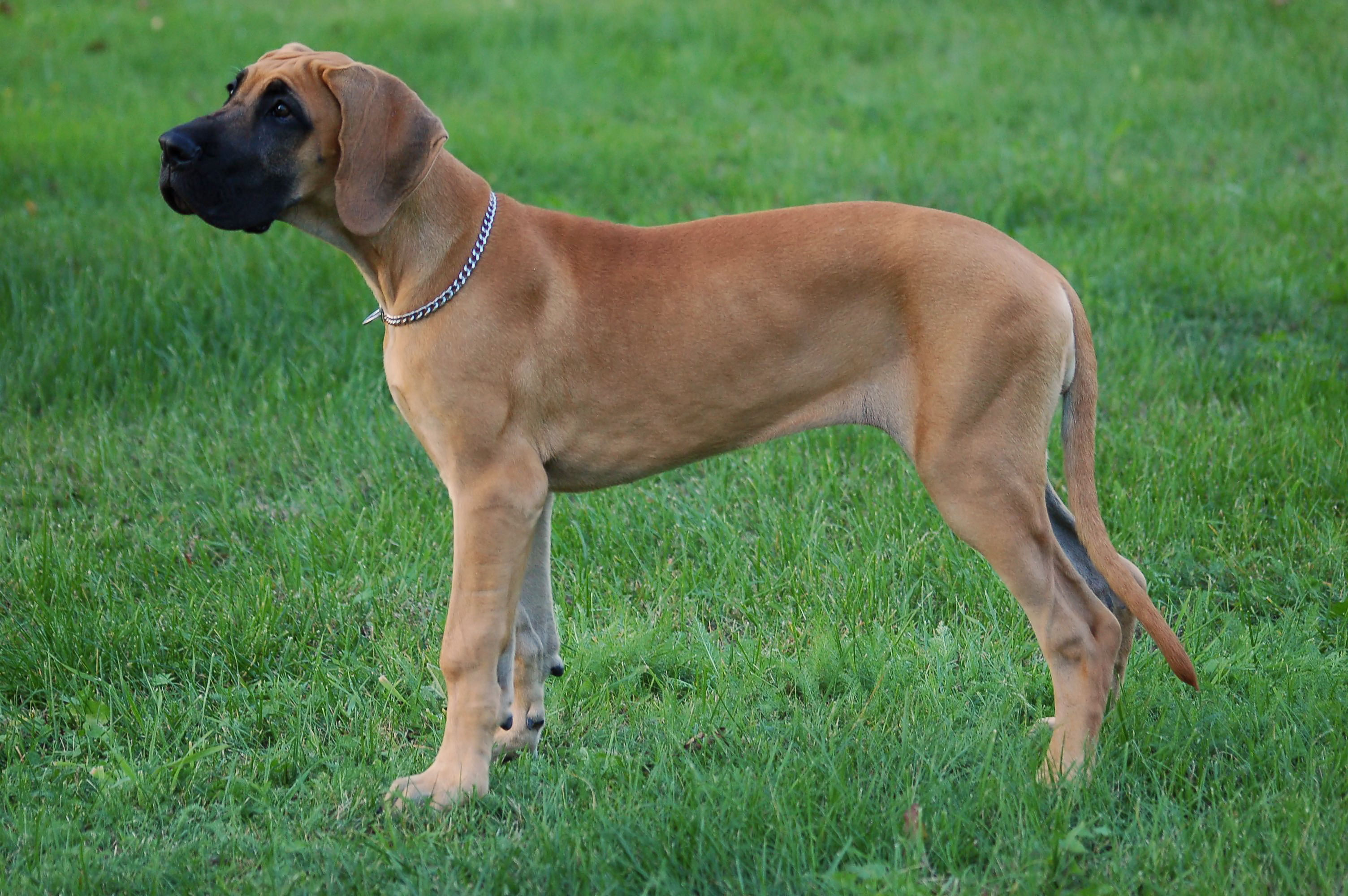
Cachorra gran danés de 14 semanas.

## Faltas en su estándar de la FCI
Cualquier desviación de los criterios antes mencionados se considera como falta y la gravedad de ésta se considera al grado de la desviación del estándar.
- Apariencia General: Características sexuales no definidas, falta de armonía. Demasiado liviano o demasiado tosco.
- Carácter: Falta de seguridad en sí mismo, nervioso, fácilmente provocable.
- Cabeza: Falta de paralelismo entre las líneas superiores de la caña nasal y del cráneo;cabeza de manzana o cabeza en forma de cuña.
- Stop: poco desarrollado; músculos de las mejillas fuertemente desarrollados.
- Hocico: Puntiagudo, falta de belfos o belfos que cuelgan demasiado.
- Caña nasal: cóncava, convexa (romana, caída) o aquilina.
- Mandíbulas/Dientes: Cualquier desviación de una serie dental completa (solo la ausencia de los PM1 en el maxilar inferior puede ser tolerada); la posición irregular de incisivos individuales mientras la mordida permanece bien cerrada. Dientes demasiado pequeños.
- Ojos: Párpados caídos, conjuntivas muy rojas. Ojos claros, penetrantes o de color ámbar. Ojos de color azul agua o dos ojos de diferente color (anisocromía) en todos los colores sólidos. Ojos demasiado separados o rasgados, protuberantes o hundidos.
- Orejas: Con inserción muy alta o muy baja. Separadas en forma oblicua o descansando aplanadas sobre las mejillas.
- Cuello: Corto, grueso, cuello de ciervo, piel demasiado suelta o papada.
- Espalda: Espalda hundida, arqueada o demasiado larga. Línea dorsal ascendente hacia atrás.
- Grupa: Fuertemente caída o completamente horizontal.
- Cola: Demasiado gruesa, demasiado corta o demasiado larga. Inserción muy baja o muy alta sobre la línea dorsal. Forma de gancho o cola enroscada, así como cola desviada hacia los lados. Cola dañada, engrosada en la punta o que ha sido cortada.
- Pecho: Costillas planas o en forma de barril. Falta de ancho o profundidad de pecho. Esternón demasiado pronunciado.
- Línea inferior: Línea de vientre no suficientemente elevada. Mamas que no se han retraído lo suficiente.
- Miembros anteriores: Angulación insuficiente. Huesos livianos, músculos débiles. Postura no vertical.
- Hombros: Sueltos, sobrecargados. Colocación demasiado vertical de las escápulas.
- Codos: Sueltos, desviados hacia fuera o hacia dentro.
- Antebrazo: Torcido, ensanchado por arriba del carpo.
- Articulación radio-carpiana: Engrosada, demasiado flexible, nudosa.
- Metacarpo: En posición muy inclinada o muy vertical.
- Miembros posteriores: Angulaciones muy abiertas o muy cerradas. Articulaciones tibio-tarsianas de vaca. Postura demasiado estrecha o extremidades arqueadas.
- Corvejón: Ensanchado, inestable.
- Pies: Planos, de forma alargada, dedos separados. Espolones.
- Movimiento: Abarca muy poco terreno, acción restringida. Paso de ambladura frecuente o constante. Falta de coordinación entre la acción delantera y trasera.
- Pelo: Doble pelaje Stockhaar, pelaje mate.

### En color
- Arlequín: color básico es el blanco con manchas cuadradas e irregulares de color negro. En algunas ocasiones incluyen algunas manchas grises no más que las negras.
- Merle: color gris con manchas negras, en ocasiones tienen el pecho y puntas de las patas blancos.
- Porcelana: cuando el perro es blanco, manchado con parches de Merle.
- Blanco: como lo indica el nombre, se considera blanco cuando tiene muy pocas manchas negras, si el perro no posee manchas negras se le llama albino y es un error genético.
- Fawnequin: color blanco con manchas amarillas o grises.
- Negro: este color debe de verse intenso y brilloso. se permite que tenga una mancha pequeña blanca en el pecho y otras en las puntas de los pies
- Azul: Color azul metálico.
- Platten: color blanco con manchas grandes y redondas color negro.
- Boston: color negro con blanco alrededor del cuello y la nariz, botas blancas y pecho completamente blanco.
- Leonado: el color base es amarillo con una máscara completamente negra.
- Atigrado: máscara negra, color amarillo con manchas rayadas, similares a las de un tigre.

### Faltas graves
- Carácter: Timidez.
- Mandíbulas/Dientes: Mordida en pinza.
- Ojos: Entropión, ectropión.
- Cola: Doblada.

### Faltas eliminatorias
- Carácter: Agresividad o morder por temor.
- Trufa: Color hígado o nariz partida.
- Mandíbulas / Dientes: Prognatismo, Enognatismo, mordida cruzada.
- Color: Dogo alemán de color leonado o atigrado con marca blanca en la frente (lista), anillo en forma de collar alrededor del cuello, pies blancos o "calcetas" y la punta de la cola blanca. Dogo alemán azul con marca blanca en la frente, anillo en forma de collar blanco en el cuello, pies blancos o "calcetas" y punta de la cola blanca. Dogo alemán arlequín de color blanco sin negro (albino), así como perros sordos. Los llamados tigres de China (Porzellantiger) muestran predominantemente parches de color azul grisáceo, leonado o atigrado; los llamados "tigres grises" (Grautiger) tienen un color básico gris con parches negros.
- Talla: Por debajo de la altura mínima.
- Los machos deben tener dos testículos de apariencia normal completamente descendidos en el escroto.